# سیارک ۵۵۹۴
سیارک ۵۵۹۴ (به انگلیسی: 5594 Jimmiller، نامگذاری:1991NK1) پنج هزار و پانصد و نود و چهارمین سیارک کشف شده‌است که در ۱۲ ژوئیه ۱۹۹۱ کشف شد.
قدر مطلق سیارک برابر ۱۱٫۵۰ است.